# F4ST
F4ST —pronunciado correctamente como "FAST" (acrónimo de Fainal & Sara Tunes)—, es un dúo colombiano de música electrónica formado en 2013, integrado por Fainal (nacido el 12 de noviembre de 1987) y Sara Tunes (nacida el 5 de octubre de 1994) . Ambos músicos, productores, cantantes y compositores desde hace más de una década.

## Biografía
Fainal y Sara Tunes antes de convertirse en F4ST, tenían sus carreras independientes. Fainal, seis años atrás solía ser productor y cantante de música Urbana. y Sara Tunes estaba dedicada a su carrera como solista en el género Pop.
Se conocieron en el 2011 durante la grabación y el rodaje del video navideño de la cadena de televisión regional Antioqueña Teleantioquia y días después empezaron a trabajar juntos en la producción del cuarto álbum de estudio de Sara Tunes. Sin embargo, sólo se produjeron 3 sencillos "VIP", "Beautiful Life" y "Blame on Me", pues durante esos meses decidieron unirse para conformar el primer y único dúo entre un hombre y una mujer en la industria de la música electrónica. 
En el 2013 estrenaron su primer sencillo "DYBIL - Do You Believe in Love?" aún sin tener claridad sobre su identidad como dúo, es por eso que se promocionó bajo sus nombres artísticos por separado, a manera de featuring o colaboración. Sin embargo, desde ese momento se constituyeron como dúo y comenzó su primera gira en su natal Colombia. Al año siguiente ya estaban girando internacionalmente y sus sencillos "Drop", "#IDGAF" y "Beretta", habían alcanzado el #1 en Charts de Latinoamérica y Europa. Entre estos es importante destacar que fueron los primeros latinos en alcanzar la posición #1 en el chart del World Dance Music realizado por Luis López para la cadena radial internacional Los 40 Principales. 
En el 2014 crean su propio sello discográfico virtual bajo el nombre de Plur Records, en este licencian tracks de djs/productores alrededor del mundo. Con Plur Records F4ST apoya los nuevos talentos en el género electrónico, abarcando todos los subgéneros que existen dentro del mismo. 
A mediados de ese mismo año, estrenan su sencillo "Drop" junto a Daniel Trespalacios, bajo el reconocido sello discográfico Sony Music Colombia y en menos de 2 semanas de su lanzamiento en la radio, alcanzó el #1 en el chart anglo nacional. Semanas más tarde Drop se posicionaba como un éxito en Latinoamérica, llamando la atención de una de las compañías de telefonía más importantes en América Latina, la cual más adelante se convertiría en el patrocinador oficial de su video para "Drop". 
Para finales del 2014 ya habían compartido escenario con Dimitri Vegas & Like Mike , Nervo, y Steve Aoki; y participado en eventos masivos como Seniorsland (Panamá) , Amsterdam Dance Event (ADE) en Holanda y Life In Color (Latinoamérica) .
Asimismo, fueron nominados a los Premios Juventud 2015 de Univisión celebrados en la ciudad de Miami, Florida el pasado 16 de julio. Nominados en la categoría "Mi rigtone favorito" por la canción "Dímelo Papi" de Nicky Jam. al lado de artistas como Enrique Iglesias, JBalvin y Luis Coronel. Con esta nominación se convirtieron en los primeros DJs/Productores latinoamericanos en ser nominados a dichos premios. 
En este momento se encuentran realizando su gira en Estados Unidos, país en el que residen actualmente. Han recorrido el mundo compartiendo su música, tocando en países como China, Ibiza, México, etc. Al mismo tiempo, están produciendo y grabando sus nuevos tracks, algunos de los cuales serán estrenados durante sus próximas apariciones en los reconocidos festivales MegaLand y StoryLand, donde compartirán escenario con Hardwell, Afrojack, Oliver Heldens, entre otros.

## Discografía
Sencillos
- 2013: "Do You Believe in Love? "DYBIL" Ft. Sara Tunes"
- 2013: "Freddy Fucking Krueger - F4ST"
- 2014: "Beretta - F4ST"
- 2014: "#IDGAF - F4ST Ft. Daniel Trespalacios"
- 2015: "Drop - F4ST Ft. Daniel Trespalacios
- 2015: "Tingo Tango - F4ST"
- 2015: "Let It Go - F4ST"
- 2015: "Smoke - F4ST Vs Bills & Breez"
- 2016: "F4ST - Love Is Not Enough"
- 2020: "F4ST - Juro"

Remixes
- 2015 Ed Sheeran – “Coco”
- 2015 Rihanna Kanye Paul McCartney – “Four Five Seconds”
- 2015 Nicky Jam – "Dímelo Papi" Vs F4ST, con el cual consiguieron ser los primeros Djs/Productores latinos en ser nominados a los Premios Juventud 2015
- 2015 Eiffel 65- Blue.